# El Puente (Maya)

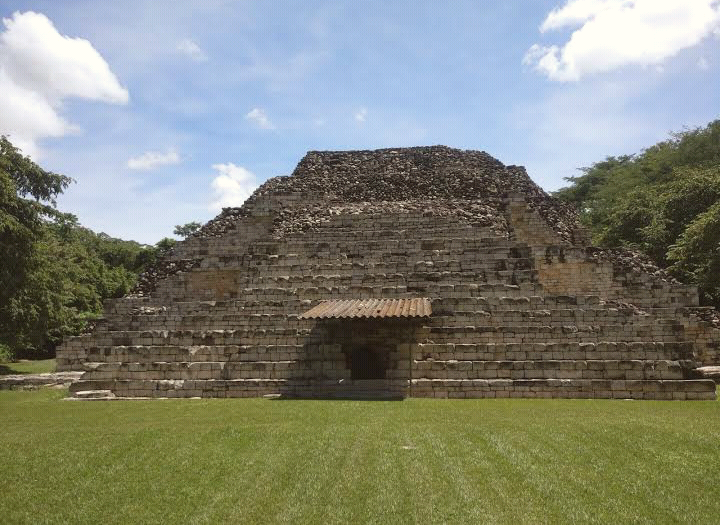
Hauptpyramide

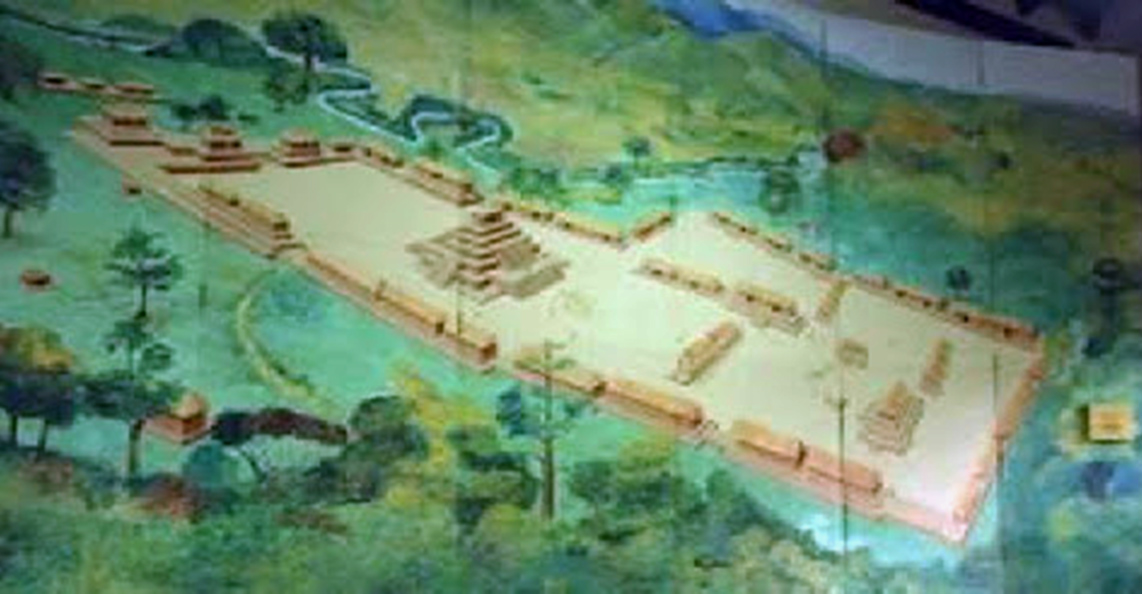
Rekonstruktion der Anlage

El Puente (deutsch Die Brücke) ist eine Ruinen-Stätte der klassischen Maya-Kultur im Departamento Copán in Honduras.

## Lage
Die Stätte liegt in der Municipio La Jigua, beim Ort La Entrada, etwa 2 km vom Zusammenfluss von Chinamito und Chamelecón entfernt. Der neuzeitliche Name „El Puente“ geht auf eine Steinbrücke zurück, die dort über den Fluss Chamelecón führte. Die Anlage war eine der südlichsten Maya-Städte und liegt gleichzeitig auch an der Grenze des mesoamerikanischen Kulturraumes. Es handelt sich um das größte Maya-Zentrum nach Copán, welches 50 km entfernt ist. Der archäologische Park erstreckt sich über eine Fläche von ca. 56.000 m², das Kerngebiet der Anlage umfasste etwa 2 km². Kleinere Maya-Stätten im selben Tal sind Las Tapias, El Abra, Los Higos, Las Pilas, Nueva Suyapa und Techln.

## Anlage
El Puente entstand vermutlich in der 2. Hälfte des 6. Jahrhunderts, mutmaßlich als Ausgründung oder Satellitenstadt von Copán, zur regionalen Kontrolle im Bereich des Handelsknoten an den beiden Flüssen, mit dem es einige architektonische Gemeinsamkeiten aufweist. Das allgemeine Fehlen von Inschriften macht bisher eine definitive Einordnung schwierig. Die Bautätigkeit fällt überwiegend in die Phase der Spätklassik von 600 bis 800. Im 10. Jahrhundert, vielleicht etwas später, wurde der Ort von seinen Bewohnern verlassen.
In der Anlage sind 210 Strukturen dokumentiert. Die Hauptgruppe der Stätte konzentriert sich in einem ca. 200 m × 100 m messenden Rechteck, das durch langrechteckige Strukturen eingefasst ist. Innerhalb der Einfassung befindet sich u. a. eine 15 Meter hohe Pyramide (Struktur 1) und eine weitere 5,5 Meter hohe Pyramide (Struktur 31). Struktur 10 wird dem zeremoniellen Bezirk zugeordnet, Gebäude 4 und 5 werden als Residenzen der Elite interpretiert, zusammen schließen sie die Plaza A ein. Struktur 26 an der Westseite von Plaza C bildete mit Struktur 31 mutmaßlich einen E-Komplex, wo der Stand der Sonne die Ausrichtung der Architektur bestimmte.
In 21 untersuchten Gräbern wurden zahlreiche Keramikgefäße, Muscheln und Jadearbeiten sowie Obsidianklingen aus dem zentralmexikanischen Pachuca de Soto gefunden.

## Forschungsgeschichte
Der dänische Forscher Jens Yde erstellte 1935 eine detaillierte Beschreibung der Gebäude und die erste Karte der archäologischen Stätte. Eventuell ist der Ort jedoch auch identisch mit den als El Chinamite 1917 von Samuel Lothrop beschriebenen Ruinen. Bevor in den 1970er Jahren das „Proyecto Arqueológico La Entrada“ (PALE) gegründet wurde, kam es zu mehreren Raubgrabungen. 1984 führte das Instituto Hondureño de Antropología e Historia (IHAH) mit japanischen Archäologen neue Erkundungen durch, in deren Ergebnis eine genaue Karte der Ruinen erstellt wurde. In den Jahren 1991 bis 1995 fanden intensive Ausgrabungen und Restaurierungsarbeiten statt.
Bereits 1989 wurde die Stätte El Puente zum Nationaldenkmal erklärt. 1994 wurde der archäologische Park mit Besucherzentrum und Museum eröffnet und in den zweiten archäologischen Nationalpark Honduras umgewandelt.